# Bitwa pod Uruk
Bitwa pod Uruk – jedna z decydujących bitew, w rezultacie której król Akkadu, Sargon Wielki, podporządkował sobie Sumer. Jedyna znana informacja o tej bitwie pochodzi z kopii inskrypcji z Nippur. Starcie miało miejsce około 2271 p.n.e., choć data ta nie jest pewna. 
Podczas kampanii przeciwko Sumerom Sargon zaatakował Uruk i zniszczył je. Ocalali obrońcy opuścili miasto i połączyli się z wojskami z pięćdziesięciu prowincji Sumeru pod dowództwem króla Lugalzagesi z Ummy, aby następnie wspólnie stawić czoła najeźdźcom. W wyniku bitwy armia Lugalzagesiego, głównego rywala i oponenta Sargona, została rozbita, a on sam schwytany i przewieziony do Nippur.